# Protolophotus elami
Protolophotus elami è un pesce osseo estinto, appartenente ai lampridiformi. Visse nell'Oligocene inferiore (circa 32 milioni di anni fa) e i suoi resti fossili sono stati ritrovati in Iran.

## Descrizione
Questo pesce era di medie dimensioni, e superava i 40 centimetri di lunghezza. Era assai simile all'attuale Lophotes, il cosiddetto pesce unicorno, e come quest'ultimo possedeva una struttura simile a un pettine costituita da raggi allungatissimi nella parte anteriore della pinna dorsale. Questa proseguiva poi in una struttura simile a un nastro, e correva lungo il dorso fino a congiungersi alla piccola pinna caudale e a quella anale, per terminare a metà del ventre. Il corpo era molto allungato, ma non quanto quello di Lophotes. 

## Classificazione
Protolophotus era un rappresentante dei lampridiformi, un gruppo di pesci teleostei piuttosto specializzati, attualmente rappresentati da alcune forme quali il re di aringhe (Regalecus glesne) dal corpo eccezionalmente allungato e dal pesce re (Lampris regius) dal corpo tondeggiante. In particolare, Protolophotus era strettamente imparentato con l'attuale pesce unicorno (gen. Lophotes), e come questo era un membro dei Lophotidae.
Protolophotus elami venne descritto per la prima volta da Camille Arambourg nel 1943 con il nome di Lophotes elami, sulla base di resti fossili ritrovati nella zona di Elam in Iran. Successivamente, nel 1957 Walters istituì per questa forma il genere Protolophotus.